# Una notte che piove
Una notte che piove è un film del 1994, diretto da Gianfranco Bullo.

## Trama
Guido, un maturo avvocato con la passione per il sassofono, dopo la morte del padre svolge la sua professione con svogliatezza e tutto ciò che gli ha lasciato il genitore è una villetta a Stintino, in provincia di  Sassari dove passa spesso il tempo libero.
Stintino per Guido non è solo una residenza legata alle vacanze, ma è anche il luogo in cui conobbe Anna, un antico amore contrapposto; un giorno però la donna si rifà viva e con lei c'è la figlia adolescente Susan.
Anna è vedova ed è in conflitto con la figlia con la quale ha un pessimo rapporto; Guido rivedendo Anna spera in cuor suo che il suo sentimento non si sia mai assopito, ma quei momenti sono disturbati da un imprevisto: Anna deve allontanarsi e lascia Susan da sola con Guido.
Susan che disprezza profondamente la madre, decide di sedurre Guido allo scopo di suscitare la gelosia di Anna, infatti quando la donna ritorna, la figlia rivela di avergli fatto quel torto perché la odia.
La tensione non si spegne, però accade un ulteriore imprevisto che modifica ancora la situazione: Susan rimane bloccata insieme a un coetaneo su un peschereccio durante una burrasca ed è solo per un caso fortuito che i due ragazzi riescono a tornare salvi a casa.
Susan dopo questa brutta esperienza, si rende conto di aver sbagliato nei confronti della madre e Anna, dalla sua parte decide di perdonarla; Guido nel frattempo sentendosi forse di troppo, decide di lasciar perdere il suo proposito e preferisce rimanere legato ai ricordi.